# TUBE 前田亘輝と歌姫たち
TUBE 前田亘輝と歌姫たちは、ニッポン放送の開局50周年記念イマジンスタジオオープニングアクトの特別番組。なお、この時間帯は本来、『あなたがいるから、矢口真里』を放送している。

## 放送時間
- 2004年7月18日日曜日 23:00 - 24:30

## 出演者
- 前田亘輝（TUBE）
- 平原綾香
- RYTHEM
- 玉置成実

## 概要
- イマジンスタジオで放送日の18:00から公開収録を行った。
- 夏祭りをテーマに生歌を披露した。